# الكسندر قالبرايث
الكسندر قالبرايث (بالإنجليزية: Alexander Galbraith)‏ هو نقابي نيوزيلندي، ولد في 15 فبراير 1883، وتوفي في 7 أكتوبر 1959.